# Seznam italijanskih arhitektov
Seznam italijanskih arhitektov.

## A
- Camillo Agrippa (16. stoletje)
- Leon Battista Alberti (1404 - 1472)
- Franco Albini (1905 - 1977)
- Galeazzo Alessi (1512 - 1572)
- Domenico dell'Allio (1505–1563)
- Paolo Amato (1634–1714)
- Vittorio Amati (1916 - ?)
- Giovanni Antonio Amedeo (~1447 - 1522)
- Bartolomeo Ammanati (1511 - 1592)
- Benedetto Antelami (~1150 - 1230~)
- Alessandro Antonelli (1798–1888)
- Danilo Antoni
- Gae Aulenti

## B
- Agostino Barelli (1627 - 1687)
- Gianandrea Barreca
- Mario Bellini (1935 -)
- Pietro Belluschi (1899 - 1994)
- Giovanni Battista Belluzzi (1506 - 1554)
- Benedetto da Maiano
- Leonardo Benevolo (1923 - 2017)
- Armando Bernabiti (1900 - 1970)
- Gian Lorenzo Bernini (1598 - 1680)
- Tommaso Gaudenzio Bezzi
- Antonio Galli da Bibbiena (1697 - 1774)
- Stefano Boeri (1956 -)
- Francesco Boffo (1796 - 1867) (sardinsko-italijansko-švicarsko-ruski)
- Giotto di Bondone (1266 - 1337)
- Francesco Borromini (1599 - 1667)
- Giovanna Borasi (1971–)
- Gherardo Bosio (1903–1941)
- Mario Botta (1943–)
- Virginio Bracci
- Donato Bramante (1444 - 1514)
- Andrea Branzi (1938 - 2023)
- Giuseppe Brentano (1862 - 1889)
- Paolo Bressan
- Filippo Brunelleschi (1377 - 1446)
- Manlio Brusatin (1943 -)
- Francesco Buonamici (1596–1677)
- Bernardo Buontalenti (1536 - 1608)
- Aldo Buzzi (1910-2009) ?

## C
- Arnolfo di Cambio (~1240–1300/10)
- Mario Campi (1936–2011)
- Carlo Canevale
- Francesco Caratti
- Luigi Canina (1795–1856)
- Cigoli (Lodovico Cardi) (1559–1613)
- Giulio Caporali (16. stoletje)
- Anna Castelli Ferrieri (1918-2006) (oblikovalka)
- Achille Castiglioni (1918-2002) (oblikovalec)
- Marcello Ceresola - Genovese (~1640–1689)
- Antonio Citterio (1950–)
- Carlo Canevale
- Domenico Corbellini (~1716–1790)
- Francesco Cocconi
- Mauro Codussi (1440–1504)
- Gino Colombini (1915 -) (oblikovalec)
- Pietro da Cortona (1596/97–1669)

## D
- Giovanni Antonio Daria
- Raimondo D'Aronco (1857–1932)
- Enrico Del Debbio (1891–1973)
- Edoardo Detti (1913–1984)
- Michele De Lucchi (1951–) (oblikovalec)
- Nikolay Diulgheroff (1901-1982) (bolgar. rodu)
- Luigi Caccia Dominioni (1913–2016)
- Giovanni Antonio Dosio (1533–1611)
- Domenichino (Zampieri)

## F
- Cosimo Fanzago (1591–1678)
- Pompeo Ferrari (~1660–1736)
- Francesco Feratta
- Stefania Filo Speziale (1905–1988)
- Carlo Fontana (1634/38?–1714)
- Ferdinando Forlati (1882–1976)
- Giordano Forti (1910–2015)
- Massimiliano Fuksas (1944 -)
- Giovanni Fusconi (18. stoletje)

## G
- Ferdinando Galli da Bibbiena (1659-1739)
- Ignazio Gardella (1905–1999)
- Gualtiero Galmanini (1909–1978)
- Bartolomeo della Gatta (1448–1502)
- Gianni Gavioli (19./20. stoletje)
- Alessandro Gherardesca (1777–1852)
- Antonio Gherardi (1638–1702)
- Massimo Iosa Ghini (1959–)
- Domenico Gilardi (1785–1845)
- Giuliano da Maiano (1432–1490)
- Giulio Romano (Giulio Pippi) (1499-1546)
- Francesco Gostoli (1946–)
- Vittorio Gregotti (1927–2020)
- Giovanni Greppi (1884–1960)
- Guarino Guarini (1624–1683)

## H
- Franca Helg

## J
- Giuseppe Jappelli (1783–1852)

## L
- Mario Labò (1884–1961)
- Ernesto Lapadulla (1902–1968)
- Giovanni La Varra
- Luciano Laurana (1420–1479)
- Ferruccio Laviani (1960–)
- Leonardo da Vinci (1452–1519)
- Piero Lissoni (1956–)
- Sergio Los (1934–)
- Anselmo Lurago (u. 1765, Praga) (italijansko-češki)
- Carlo Lurago (Luraghi) (1615–1684) (italijansko-češki)

## M
- Vico Magistretti (1920–2006)
- Benedetto da Maiano (1442–1497)
- Giuliano da Maiano (1432–1490)
- Guido Maffezzoli (1921–1998)
- Lorenzo Maitani (pred 1275–1330)
- Gian Carlo Malchiodi  (1917–2015)
- Angelo Mangiarotti (1946–2012)
- Attilio Mariani (1921–2009)
- Carlo Marchionni (1702–1786)
- Giancarlo Maroni (1893–1952)
- Bruno Morassutti (19202008)
- Enrico Marconi (1792–1863) (italijansko-poljski)
- Domenico Martinelli (1650–1718)
- Enzo Mari (1932–2020)
- Giorgio Massari (1687–1766)
- Vittorio Meano (ital.-arg.)
- Michelangelo (1475–1564)
- Michelozzo di Bartolomeo Michelozzi (1396–1472)
- Carlo Mollino (1905–1973)
- Riccardo Morandi ?
- Bernardo Morando (italijansko-poljski)
- Vittorio Morasso (1922-)
- Vittorio Ballio Morpurgo (1890-1966)

## N
- Niccoló Nasoni (port. Nicolau Nasoni)(1691–1773)(it.-portugalski)
- Pier Luigi Nervi (1891–1979)
- Federico/Enrico Nordio (1851–1923) (Trst)

## O
- Mauro Oddi (1639 - 1702)
- Lelio Orsi (1508/11 - 1587)

## P
- Andrea Palladio (1508–1580)
- Cesare Paolini (1937-1983)
- Carlo Perogalli (1921-2005)
- Baldassare Peruzzi (1481–1537)
- Giovanni Sallustio Peruzzi (? –1573)
- Ippolito Pestellini Laparelli
- Pio Piacentini (1846–1928)
- Marcello Piacentini (1881–1960)
- Renzo Piano (1937–)
- Carlo Pincherle (1863–1944)
- Giovanni Battista Piranesi (1720–1778)
- Ernesto Pirovano
- Franco Pisani (1968–)
- Andrea Pisano (1290–1348)
- Boris Podrecca (1940–) (avstr.-slov.-it.)
- Gianugo Polesello (1930-2007)
- Gio Ponti (1891–1979)
- Giacomo della Porta (1533–1602)
- Paolo Portoghesi (1931–2023)
- Marco Pozzetto (1925–2006)
- Andrea Pozzo
- Gustavo Pulitzer - Finali (Trst)

## Q
- Ludovico Quaroni (1911–1987)

## R
- Mario Radice (1898-1987)
- Bruno Rainaldi (1952-2011) (oblikovalec)
- Carlo Rainaldi (1611–1691)
- Girolamo Rainaldi (1570–1655)
- Alessandro Rancati (oblikovalec...)
- Carlo Ratti (1971-)
- Umberto Riva (1928–2021)
- Giulio Romano (Giulio Pippi) (1499–1546)
- Biagio Rossetti (1447–1516)
- Aldo Rossi (1931-1997)
- Carlo Rossi (1775–1849) (italijansko-ruski)
- Mario Rossi (1897–1961)
- Italo Rota (1953–)

## S
- Giuseppe Sacconi (1854-1905)
- Nicola Salvi
- Antonio da Sangallo starejši (1453–1534)
- Antonio da Sangallo mlajši (1484–1546)
- Giovanni Battista da Sangallo (1496–1548)
- Giuliano da Sangallo (~1445–1516)
- Jacopo Sansovino (1486–1570)
- Antonio Sant'Elia (1888–1916)
- Alberto Sartoris (1901-1998)
- Filiberto Sbardella (1909-1983)
- Vincenzo Scamozzi (1548-1616)
- Carlo Scarpa (1906–1978)
- Attilio Selva
- Gian Antonio Selva (1751-1819)
- Sebastiano Serlio (1475-1554)
- Pierluigi Serraino (1965-)
- Cristoforo Solari (1460–1527)
- Santino Solari (1576–1646) (it.-avstrijski)
- Ettore Sottsass (1917–2007)
- Giotto Stoppino (1926-2011) (oblikovalec)

## T
- Francesco Talenti (1300–1369)
- Benedetta Tagliabue (1963-)
- Giovanni Pietro Tencalla (1629–1702) (italijansko-švicarski)
- Matteo Thun (1952–)
- Pellegrino Tibaldi (1527–1596)
- Luis Trenker (1892–1990)

## V
- Giuseppe Valadier (1762 – 1839)
- Giorgio Vasari (1511 – 1574)
- Ghino Venturi
- Luigi Vietti (1903 – 1998)
- Leonardo da Vinci (1452 – 1519)

## W
- Dimitri Waltritsch

## Z
- Domenichino Zampieri (1581 - 1641)
- Marco Zanuso (1916–2001)
- Mirko Zardini (1955–)
- Bruno Zevi (1918–2000)
- Giovanni Gaspare Zuccalli
- Federico Zuccari /Zuccaro (1539/40/41–1609)